# Коринальдо
Коринальдо (італ. Corinaldo) — муніципалітет в Італії, у регіоні Марке,  провінція Анкона.
Коринальдо розташоване на відстані близько 210 км на північ від Рима, 38 км на захід від Анкони.
Населення — 5033 особи (2014).
Щорічний фестиваль відбувається 26 липня. Покровитель — Sant'Anna.

## Демографія
Населення за роками:

Станом на 1 січня 2023 року в муніципалітеті офіційно проживало 278 іноземців з 42 країн, серед них 77 громадян країн Євросоюзу та 6 громадян України.

## Сусідні муніципалітети
- Кастель-Колонна
- Кастеллеоне-ді-Суаза
- Мондавіо
- Монте-Порціо
- Монтерадо
- Остра
- Остра-Ветере
- Рипе
- Сан-Лоренцо-ін-Кампо